# Atyrau Airways

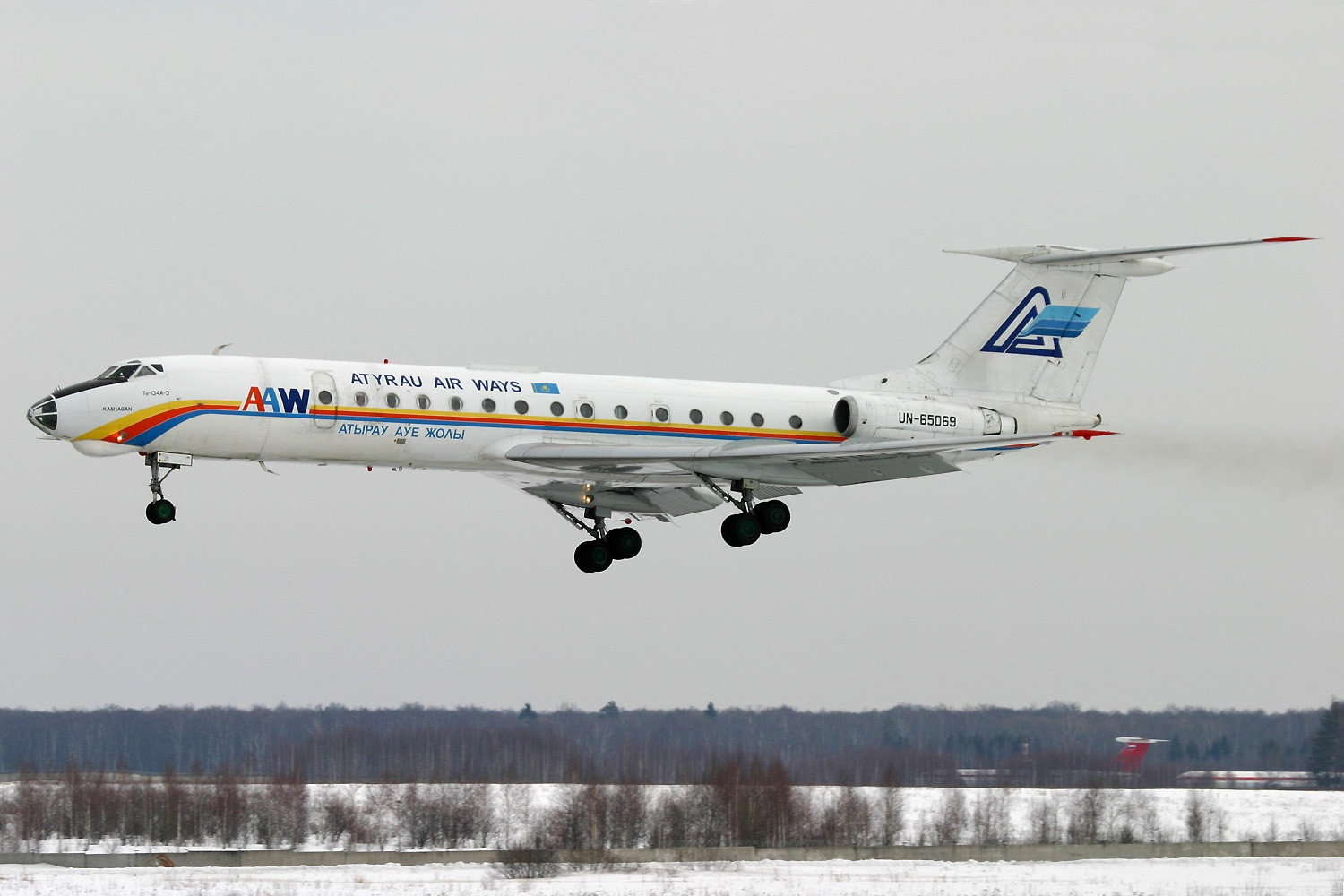
Ту-134 в аэропорту Домодедово в 2005 году

Atyrau Airways (Atyrau Aue Joly - Атырау Ауе Жолы) — бывшая казахстанская авиакомпания. Базировалась в аэропорту Атырау.

## История
Авиакомпания была основана в 1996 году.
В 2004 году, после банкротства авиакомпании Эйр Казахстан, Atyrau Airways, совместно с авиакомпаниями SCAT и Саяхат заняла освободившиеся внутренние маршруты.
13 июля 2009 года авиакомпания Atyrau Airways была включена в список авиаперевозчиков, запрещённых в Европейском Союзе
В октябре 2009 года правительство Казахстана приостановило действие сертификатов эксплуатанта авиакомпаний Pankh Center Kazakhstan, Air Flamingo, Arkhabay, Turgay Avia и Atyrau Airways. В итоге авиакомпания Atyrau Airways прекратила свою деятельность.

## Флот

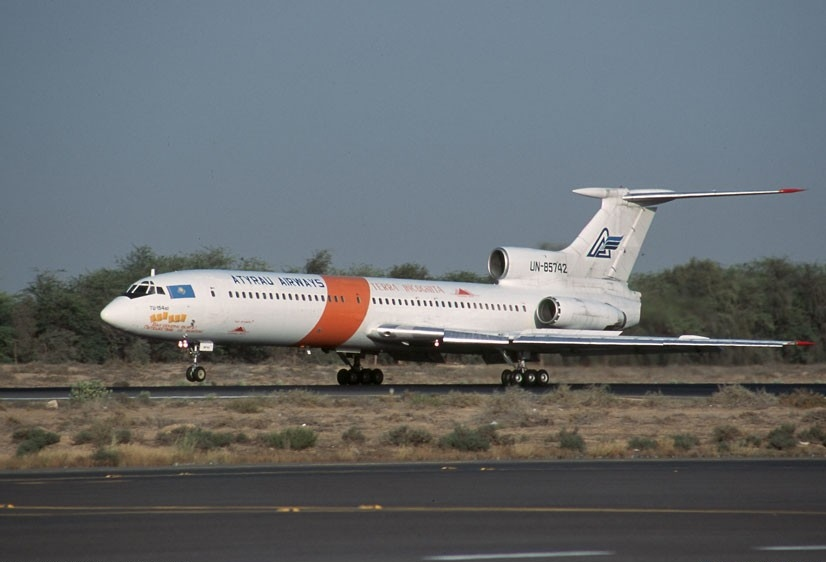
Ту-154 в старой ливрее в 2001 году
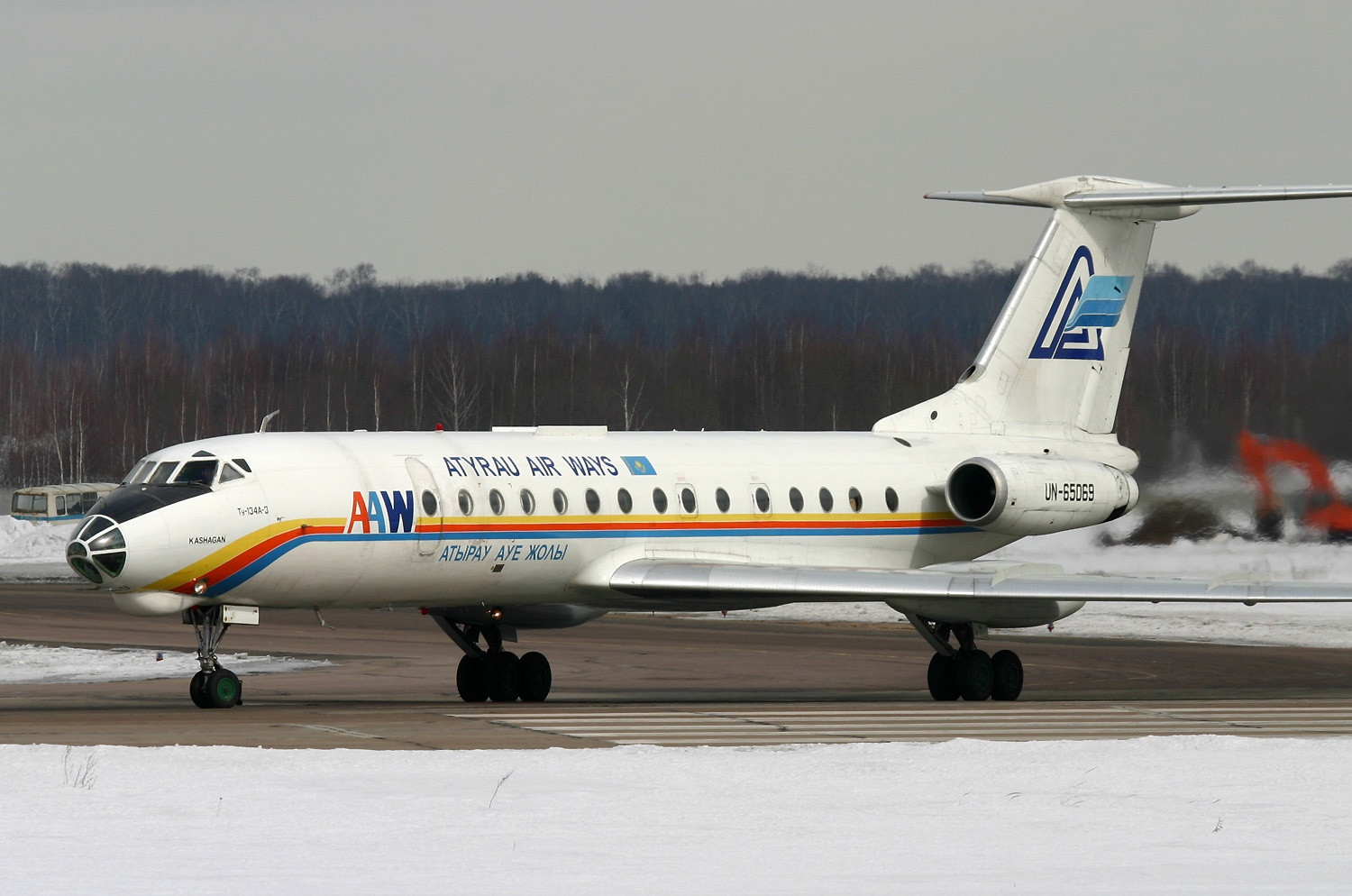
Ту-134 в обновлённой ливрее в 2005 году